# John Cooper (lekkoatleta)
John Hugh Cooper (ur. 18 grudnia 1940 w Bromyard w hrabstwie Herefordshire, zm. 3 marca 1974 koło Ermenonville we Francji) – brytyjski lekkoatleta płotkarz i sprinter, dwukrotny wicemistrz olimpijski z 1964.
Specjalizował się w biegu na 400 metrów przez płotki. Wystąpił w tej konkurencji na mistrzostwach Europy w 1962 w Belgradzie, ale odpadł w eliminacjach.
Cooper odniósł życiowy sukces na igrzyskach olimpijskich w 1964 w Tokio. W biegu na 400 metrów przez płotki w każdym starcie poprawiał rekord Wielkiej Brytanii (kolejno 50,5 s, 50,4 s i 50,1 s) i w finale przegrał tylko z Amerykaninem Rexem Cawleyem zdobywając srebrny medal. Drugi srebrny medal wywalczył Cooper w sztafecie 4 × 400 metrów, która biegła w składzie: Tim Graham, Adrian Metcalfe, Cooper i Robbie Brightwell.
Późniejsza kariera Coopera była naznaczona kontuzjami. Wystąpił w biegu na 400 metrów przez płotki na igrzyskach olimpijskich w 1968 w Meksyku, ale odpadł w półfinale.
Był mistrzem Wielkiej Brytanii (AAA) w biegu na 440 jardów przez płotki w 1964, wicemistrzem w 1963 i 1965 oraz brązowym medalistą w 1961 i 1968, a także brązowym medalistą na 400 metrów przez płotki w 1969.
Cooper zakończył karierę zawodniczą w 1969. Pracował później w firmie Adidas jako dyrektor handlowy. Zginął w katastrofie samolotu Turkish Airlines (lot 981).